# Wiata orientalis
Wiata orientalis är en insektsart som beskrevs av Irena Dworakowska 1977. Wiata orientalis ingår i släktet Wiata och familjen dvärgstritar.
Artens utbredningsområde är Vietnam. Inga underarter finns listade i Catalogue of Life.